# 피에르츠-파울리 작용
이론물리학에서 피에르츠-파울리 작용(Fierz-Pauli作用, 영어: Fierz–Pauli action) 또는 선형화 중력(線型化重力, 영어: linearized gravity)은 스핀 2의 무질량 자유 입자를 나타내는 작용이다. 이는 일반 상대성이론 및 다른 중력 이론들의 선형화 극한에 해당한다.

## 정의
{\displaystyle D}차원 민코프스키 공간 위에서, 대칭 (0,2)차 텐서장 {\displaystyle h_{\mu \nu }}를 생각하자. 그렇다면, 이에 대한 피에르츠-파울리 작용은 다음과 같다.:63, (3.84)
{\displaystyle S=\int \mathrm {d} ^{D}x\,{\mathcal {L}}_{\text{FP}}=\int \mathrm {d} ^{D}x\,\left({\frac {1}{4}}\partial ^{\mu }h^{\nu \rho }\partial _{\mu }h_{\nu \rho }-{\frac {1}{2}}\partial ^{\mu }h^{\nu \rho }\partial _{\nu }h_{\mu \rho }+{\frac {1}{2}}(\partial ^{\mu }\operatorname {tr} h)\partial ^{\nu }h_{\mu \nu }-{\frac {1}{4}}(\partial ^{\mu }\operatorname {tr} h)(\partial _{\mu }\operatorname {tr} h)\right)}
여기서
- {\displaystyle \eta =\operatorname {diag} (-1,1,\dotsc ,1)}는 민코프스키 공간의 계량이다.
- 첨자는 {\displaystyle \eta _{\mu \nu }}를 사용하여 올리거나 내린다. 즉, {\displaystyle \partial ^{\mu }=\eta ^{\mu \nu }\partial _{\nu }}, {\displaystyle h^{\mu \nu }=\eta ^{\mu \rho }\eta ^{\nu \sigma }h_{\rho \sigma }}이다.
- {\displaystyle \operatorname {tr} h=\eta ^{\mu \nu }h_{\mu \nu }}는 {\displaystyle h_{\mu \nu }}의 대각합이다.

## 성질
피에르츠-파울리 작용의 운동 방정식은 다음과 같다.
{\displaystyle 0=\partial ^{2}h_{\mu \nu }+\partial _{\mu }\partial _{\nu }h-\partial ^{\rho }(\partial _{\mu }h_{\nu \rho }+\partial _{\nu }h_{\mu \rho })}
텐서장 {\displaystyle h_{\mu \nu }}는 다음과 같은 게이지 변환을 갖는다.
{\displaystyle \delta _{X}h_{\mu \nu }=\partial _{\mu }X_{\nu }+\partial _{\nu }X_{\mu }}
게이지 변환을 사용하여, {\displaystyle D(D+1)/2}개의 성분 가운데 {\displaystyle 2D}개를 없앨 수 있으며, 남은 {\displaystyle D(D-3)/2}개의 성분들은 스핀이 2인 자유 무질량 입자를 나타낸다. 이는 4차원에서 총 2개의 질량 껍질 위 자유도에 해당한다. (만약 게이지 대칭을 가하지 않으면, 이는 4차원에서 일반적으로 5개의 질량 껍질 위 자유도에 해당하며, 이는 1개의 스핀 2의 입자와 1개의 스핀 1의 입자와 1개의 스핀 0 입자에 해당한다.)

## 유도
이 작용은 두 가지로 유도할 수 있다.

### 일반 상대성 이론의 선형화
{\displaystyle D}차원 일반 상대성이론에서, 리만 계량을 다음과 같이 전개하자.
{\displaystyle {\hat {g}}^{\mu \nu }=\eta ^{\mu \nu }-\kappa ^{-1}h_{\mu \nu }}
{\displaystyle {\hat {g}}_{\mu \nu }{\hat {g}}^{\nu \rho }=\delta _{\mu }^{\rho }}
{\displaystyle g_{\mu \nu }={\sqrt {|\det {\hat {g}}|}}{\hat {g}}_{\mu \nu }}
그렇다면, 아인슈타인-힐베르트 작용을 다음과 같이 전개할 수 있다.
{\displaystyle S_{\text{EH}}=\int \mathrm {d} ^{D}x\,{\sqrt {|\det g|}}R=\int \mathrm {d} ^{D}x{\mathcal {L}}_{\text{PF}}+{\mathcal {O}}(h^{4})}
즉, 전개에서 최소차 항만을 남기면 피에르츠-파울리 이론을 얻는다.

### 스핀 2 입자의 일반적 작용
일반적으로, 대칭 2차 텐서장 {\displaystyle h}의 로런츠 대칭 불변 작용은 다음과 같은 네 개의 항을 가질 수 있다
{\displaystyle {\mathcal {L}}\ni \partial _{\mu }h_{\nu \rho }\partial ^{\mu }h^{\nu \rho },\;\partial _{\mu }h_{\nu \rho }\partial ^{\nu }h^{\mu \rho },\;(\partial _{\mu }\operatorname {tr} h)\partial ^{n}uh^{\mu \nu },\;(\partial _{\mu }\operatorname {tr} h)(\partial ^{\mu }\operatorname {tr} h)}
물론, 그 계수들은 일반적으로 임의적이다. 그러나 여기서 운동 방정식
{\displaystyle {\frac {\delta {\mathcal {L}}}{\delta h^{\mu \nu }}}=H^{\mu \nu }}
으로부터 비앙키 항등식
{\displaystyle \partial _{\mu }H^{\mu \nu }=0}
이 운동 방정식을 사용하지 않고 성립하려면, 이 계수 사이의 비들을 계산할 수 있다. (물론, 작용 전체에 상수를 곱해도 상관이 없다.) 이를 계산하면, 피에르츠-파울리 작용을 얻는다.

## 역사
마르쿠스 에두아르트 피에르츠(독일어: Markus Eduard Fierz, IPA: [ˈmaʁkʊs ˈeːduaʁt ˈfiːɐ̯t͡s])와 볼프강 파울리가 1939년에 도입하였다.

## 같이 보기
- 대응원리
- 중력 자성

## 참고 문헌
1. 1 2  Ortín, Tomás (2015년 3월). 《Gravity and strings》. Cambridge Monographs on Mathematical Physics (영어) 2판. Cambridge University Press. doi:10.1017/CBO9781139019750. ISBN 978-052176813-9.
2. ↑  Fierz, Markus; Pauli, Wolfgang (1939년 11월 28일). “On relativistic wave equations for particles of arbitrary spin in an electromagnetic field”. 《Proceedings of the Royal Society of London. Series A, Mathematical and Physical Sciences》 (영어) 173 (953): 211–232. Bibcode:1939RSPSA.173..211F. doi:10.1098/rspa.1939.0140. ISSN 0080-4630. JSTOR 97457.